# Montes del Duranguesado
Se conoce como Montes del Duranguesado, peñas del Duranguesado o sierra de Amboto al conjunto de picos y cimas que se extienden en el lado sur de la comarca vizcaína del Duranguesado, en el País Vasco, España. Recorriéndola en sentido este-oeste. Forman parte de los Montes Vascos. Por su espectacularidad se le ha denominado como "la pequeña Suiza".
Forman parte del parque natural de Urkiola y son grandes formaciones de roca caliza arreficiales, también denominadas urgonianas, de color gris claro muy abruptas y espectaculares. Aun cuando no tienen altitudes muy relevantes, la mayor de ellas se halla en el pico del Amboto con 1.331 m s. n. m., se dan grandes desniveles de más de 1000 m. Entre las diferentes rutas y ascensiones, hay alguna de ellas de bastante dificultad que exige conocimientos de montaña y buena forma física.
El núcleo central de los Montes del Duranguesado lo compone la cordal Amboto-Alluitz y junto a ellos las peñas cercanas de Aitz Txiki y Untzillaitz. La sierra de Aramotz con el imponente Mugarra le da continuidad hacia el lado oeste mientras que hacia el este se extienden por el Ipizte y el Orisol, por un lado, y el Udalaitz por el otro. Hacia el sur se cierra con la sierra de Eskubaratz y Arrietabaso.

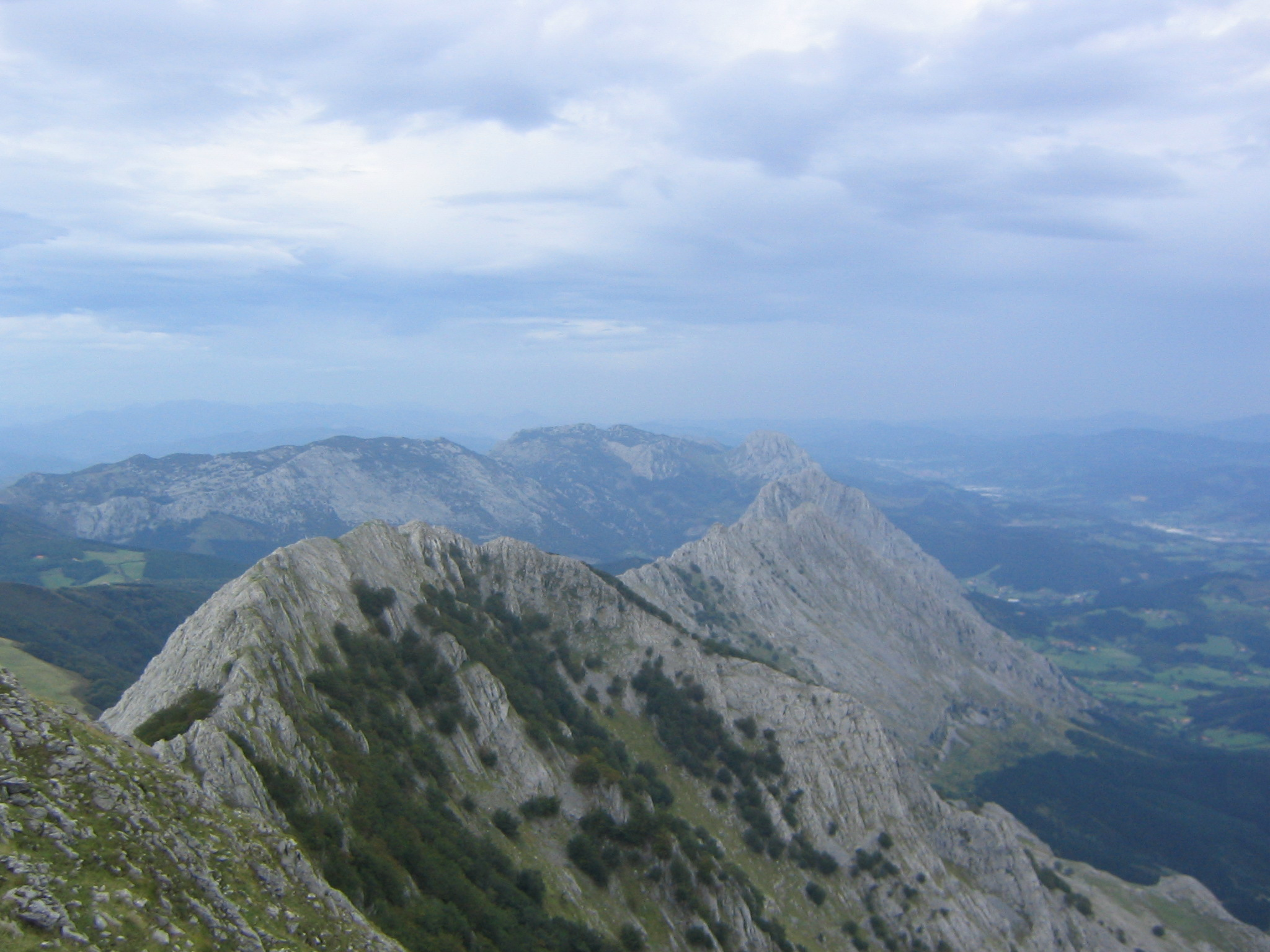
Sierras de Amboto y Aramotz

## Geología

### Composición geológica
Las rocas que componen los suelos de estos montes son todas ellas rocas sedimentarias. Los materiales litolográficos más comunes son calizas, margas, areniscas y arcillas y rocas que combinan las anteriores cuyo origen son barros calcáreos, arcillosos y arenas que se han cementado.
Destaca por su espectacularidad y abundancia las formaciones de roca caliza arrecifal, también denominadas urgonianas. Estas calizas ocupan una gran extensión y firman las mayores altitudes. En el sector este se encuentra la alineación de los montes del duranguesado con las cumbres Alluitz, Ergoin, Amboto que se extiende por Izpizte y Orisol, todas ellas por encima de los 1000 metros de altitud. Por el sector oeste están las cumbres del Urtemondo, Mugarra, Leungane en Aramotz y Kanpantorrieta y Arrietabaso en el Ezkubaratz.
Los escarpes calcáreos de los montes del Duranguesado que se orientan en dirección noroeste sureste y van desde el Mugarra al Amboto llaman la atención desde el punto de vista geológico por su espectacularidad. Son moles de caliza arrecifal de color gris claro, muy dura y compacta. Poseen gran cantidad de fósiles de corales coloniales masivos y de conchas de rudistas (molusco alto en forma de copa) y ostreidos. Se intercalan en las calizas arrecifales otras de diferentes tipos como calizas negras areniscas, calizas arcillosas, calizas margosas, etc.
Estas rocas son todas, a excepción de los recubrimientos cuaternarios, de materiales del Cretácico inferior correspondiendo a un nivel cronológico diferente cada serie. Los recubrimientos cuaternarios son de poco espesor y son suelos eluviales, derrubios de ladera,
acarreos fluviales y turberas, fangos y arcillas.
La erosión ha moldeado el relieve del parque atacando y haciendo desaparecer la parte más blanda y dejando sobresalir a las partes duras como los espolones calizos. La caliza a su vez sufre los característicos signos de disolución en forma de dolinas, cavernas, etc.
Bordea el sudoeste las Sierras de Amboto y Aramotz la llamada Falla de Urkiola que es la fractura más importante del anticlinorio vizcaíno.

### Historia geológica
Las rocas que conforman el suelo del parque natural de Urquiola están datadas entre los 140 millones de años las más antiguas y 110 millones de años las más jóvenes. Las rocas más antiguas forman un piso geológico que se denomina Neocomiense del principio del periodo Cretácico, perteneciente a la Era Secundaria o Mesozoinca y son materiales arenosos y arcillosos, la data de 140 millones de años se atestigua por los fósiles que contiene. Estos son de origen marino.
Hace unos 120 millones de años sobre estos materiales aparecen otros de origen calcáreo, las calizas urgonianas o arrecifales. Estos tienen su origen en las colonias de corales que se desarrollaron en el antiguo mar, estrecho y poco profundo, que ocupaba estas tierras.
Hace 110 millones de años el mar se hace más ancho y profundo parándose el desarrollo del coral y comenzándose a cubrir el mismo por sedimentos arenosos y arcillosos finos. Hace 100 millones de años comienza la denominada "apertura del Cantábrico" que se extendió hace 45 millones de años cuando la Placa Ibérica se introduce debajo de la Placa Euroasiática empujada por la Placa Africana. En este proceso se comprime y eleva el fondo marino formándose los Pirineos y los relieves periféricos a los mismos, entre los que se encuentran los Montes vascos en donde se ubica Urquiola. Una vez que los fondos marinos quedan al descubierto, esto es hace unos 40 millones de años, comienza la acción de la erosión que acabó dando la forma actual que hoy tiene el relieve del parque natural de Urquiola.

### Fósiles
La caliza arrecifal o urgoniana es rica en fósiles de conchas marinas al haberse formado por la acumulación de corales y otros seres marinos que se desarrollaron en el periodo en que el lugar estaba sumergido, hace unos 120 millones de años. En las moles calizas del parque natural de Urkiola se encuentran yacimientos de fósiles de diferentes tipos, algunos de ellos pertenecientes a especies ya extinguidas. Los fósiles más comunes que se hallan son:
- Rastellum es un molusco bivalvo de la familia Ostreidae. Emparentado con las ostras actuales muy frecuente en el Cretácico Inferior. La especie típica es la Rastellum rectangulare de amplia distribución en Europa hace de 120 a 140 millones de años. En el parque está asociada a sedimentos calizos y margo-calizos.

- Aetostreon es un molusco bivalvo de la familia Ostreidae. Este molusco está asociado al rastellum y en Urkiola se encuentra en los mismos lugares que el anterior. La especie típica es el Aetostreon latissimum.

- Toucadia es un molusco bivalvo de la familia Requieniidae. Denominados Rudistas fueron muy abundantes en durante unos 80 millones de años. En la actualidad están extinguidos. Son corales coloniales, sedentarios y constructores y en su especie típica Toucasia carinata muy frecuente en las calizas arrecifales de hace 120 millones de años.

- Monopleura es un molusco bivalvo de la familia Monopleuridae. Rudista emparentado con los Toucadia comparte sus características. Su morfología es muy diferente a la del Toucadia. Abundante en la roca del parque, la especie típica, la Monopleura implicata tiene entre 7 y 10 cm y aparece asociada con las capas de Toucadia.

- Sphaera es un molusco bivalvo de la familia Fimbriidae. De forma redonda con costillas o surcos de crecimiento concéntricos en su concha y con algunas estrías radiales no suele alcanzar más de 10 cm de diámetro. Es un fósil común en toda Europa en capas del Cretácico inferior. En Urkiola su presencia es escasa.

- Neithea es un molusco bivalvo de la familia Pectinidae. Este bivalvo está emparentado con las actuales vieiras. Su concha era de pequeño tamaño no sobrepasando los 6 cm con la valva superior más aplanada que la inferior, ambas valvas poseían 5 o 6 costillas radiales grandes entre las que había otras, 3 o 5, más pequeñas. La especie típica en el Aptiense es la Neithea atava.

- Glauconia es un molusco gasterópodo de la familia Cassiopidae. Como todos los gasterópodos posee una concha helicoidal arrollada sobre un eje central, similar a las caracolas de mar. Con un tamaño de 3 cm su concha es de espiras elevadas ornamentada con líneas paralelas finas que se solían alternar con otras más gruesas o tubérculos redondos. Abundante en el Cretácico, es anterior a la formación de las calizas arrecifales del Urgoniano. Se encuentra asociado a niveles carbonosos y arenosos. La especie típica es la Glauconia strombiformis que data de hace unos 130 millones de años siendo de los más viejos fósiles hallados en Urkiola.

- Discoides es un molusco equinoideo de la familia Discoididae. De la misma familia que las actuales estrellas de mar y los erizos de mar el Discoides es un pequeño equinoideo que no rebasa los 2 cm de diámetro. De forma circulaar y ligeramente abombado, su esqueleto se encontraba cubierto por ligeros tubérculos que eran las bases de las púas. Con disposición pentagonal de sus áreas ambulacrales tenía la boca y el ano en posición basal. Vivió en torno a hace 110 o 120 millones de años en el Cretácico inferior. La especie típica es la Discoides comica. Su fósil no es muy abundante en Urkiola.

- Toxaster es un equinoideo de la familia Tozxasyeridae. Es un erizo de mar con un caparazón de forma acorazonada con púas finas y cortas que le daban un aspecto de bola peluda. Se alimentaba de la materia orgánica del fondo marino excavando en él. La especie típico Toxaster amplus podía alcanzar los 4 cm de longitud. Las cinco áreas ambulacrales sobre el caparazón forman cinco brazos que dan a este el aspecto de tener impresionada una estrella de mar, confundiéndose frecuentemente el fósil del Toxaster con una piedad con la impresión de una estrella de mar.

- Sellithyris es un branquiópodo de la familia Terebratulidae. Estos filtradores de pequeño tamaño, no superaban los 3 cm de longitud, están muy bien representados en sus diversas formas a lo largo de todo el Secundario. La especie típica el Sellithyris sella es un Terebratúlido típico del Cretácico inferior muy extendido geográficamente. Con un modo de vida muy similar al actual mejillón formaba racimos de multitud de individuos que filtraban el agua marina.

- Psilothyris es un branquiópodo de la familia Zeilleriidae. Este filtrador tiene una concha redondeada y ligeramente subpentagonal de solo 2 cm de tamaño y está asociado al Sellithyris y aparece normalmente con él. La especie típica Psilothyris tamarindus está muy esparcida geográficamente aunque solo aparece en capas pertenecientes al Aptiense superior por lo que es un buen datador.

- Cyclothyris es un branquiópodo de la familia Rhycnellidae. Es un filtrador que se encuentra en los mismos enclaves que Sellithyris y los Psilothyris. Tienen una concha con costillas radiales que en la especie típica Cylothyris latissima andan entre a las 55 y 60 costilas aunque su tamaño es de solo 30 cm. Muy numerosos en el Mesozoico, en la actualidad quedan muy pocos ejemplares.

- Orbitolina es un foraminífero de la familia Orbitolinidae. Son pequeños invertebrados circulares con un caparazón en forma de "gorro de segador", circular y un poco cónico, con un tamaño que oscila entre los 5 y los 7 mm, que llegan a formar rocas calizas de gran espesor, estas rocas se denominan orbitolinas o foraminíferas. Estos fósiles se usan para datar la roca y efectuaar correlaciones a grandes distancias. Habitaban entre la superficie y los 200 metros de profundidad. Son los más abundante en las rocas del parque.

- Stereocaenia es un hexacoralario de la familia Astrocoeniidae. Ligado a los arrecifes coralinos con temperaturas del agua que oscilan entre los 15 °C y los 25 °C y profundidades inferiores a 50 m y salinidad normal. Se desarrolló hace unos 120 millones de años. La Stereocaenia collinaria es un colar colonial típico formado por una concentración de cálices pequeños de diámetros comprendidos entre 1 y 1,5 mm.[1]

### Paisaje kárstico

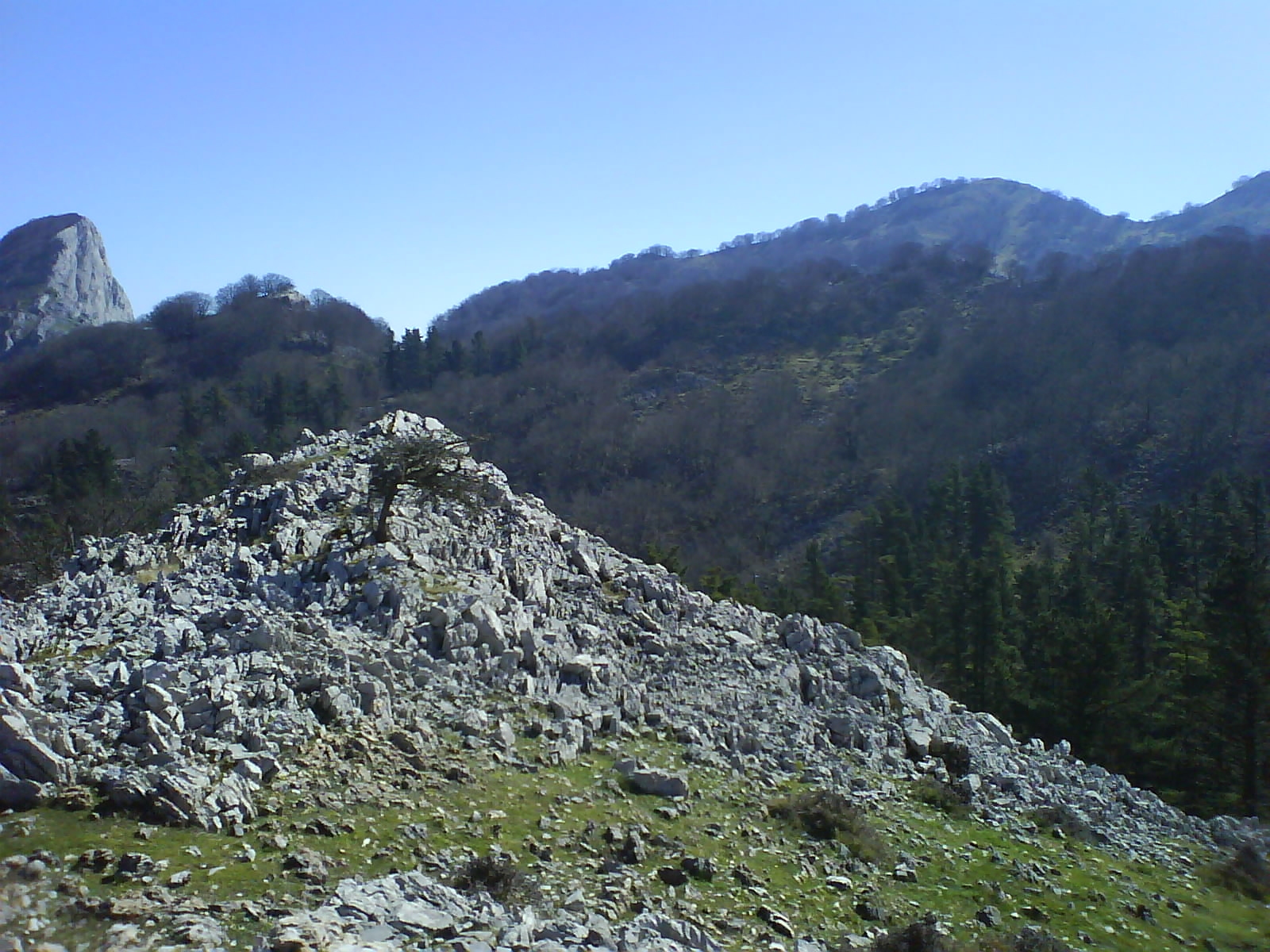
Paisaje de Aramotz, al fondo a la izquierda se observa el Mugarra.

La abundancia de caliza junto con la riqueza en lluvias de la zona ha dado lugar a un muy rico relieve kárstico, con abundantes cuevas, muchas de ellas con restos de ocupación humana prehistórica. La karstificación está ligada al aporte hidrológico y al volumen de roca que permite este fenómeno. Esto hace que las reservas subterráneas de agua este en íntima relación con ella.
En las mesetas que presentan los macizos de Aramotz-Mugarra y Ezkubaratz se han desarrollado toda clase de formas del kárstico. En ellos se hallan dolinas, simas y lapiaces, que configuran un paisaje particular y áspero. En los bordes de la meseta, en especial en el borde noreste, se aprecian mayores pendientes.
Bajo el suelo se forma una complicada red de galerías que recoge el agua filtrada o que entra en los sumideros. La erosión va calando hasta llegar a un extracto impermeable y buscar una salida formando un manantial o surgencia.

### Cumbres más relevantes
Las principales cumbres del cordal ordenadas de oeste a este son:

Vista de los Montes del Duranguesado desde la cumbre del Saibigain. De Izquierda a derecha vemos, Arrietabaso, Mugarra, Untzillaitz, Aitz txiki, Alluitz y Amboto.

- Orisol, 1.128 m s. n. m.
- Izpizte, 1.062 m s. n. m.

Collado de Zabalandi.
- Udalaitz, 1.119 m s. n. m.

Besaide
- Amboto, 1.331 m s. n. m.
- Kurutzeta, 1.200 m s. n. m.
- Elgoin, 1.240 m s. n. m.

Collado de Larrano.
- Alluitz, 1.039 m s. n. m.

Collado de Artola.
- Aitz Txiki, 791 m s. n. m.

Desfiladero de Atxarte
- Untzillaitz, 935 m s. n. m.

Mañaria
- Mugarra, 965 m s. n. m.
- Arrietabaso, 1.018 m s. n. m.
- Sierra de Aramotz

## Hidrografía
Estos montes está situados sobre la línea divisoria de las vertientes mediterránea y cantábrica. La composición de sus suelos, con una alta presencia de las caliza, hace que hay una importante zona kárstica que ocupa cerca del 60% de la superficie del parque natural de Urkiola en forma de roquedos calizos y planicies y depresiones kársticas, lo que hace que haya una importante presencia hídrica subterránea.
La superficie está dividida en dos vertientes y cuatro grandes cuencas. Son cursos de agua pequeños tanto en longitud como en caudal (con la excepción del río Mañaria y los arroyos de Urkiola y Mendiola). En la vertiente cantábrica tenemos las cuencas de Mañaria, Mendiola, Arrázola y Aramayona que tiene como características las fuertes pendientes debidas a los grandes desniveles y con alto poder erosivo. Tanto los cauces de Mañaria como de Mendiola y Arrázola contribuyen al río Ibaizabal.
En la vertiente mediterránea las pendientes son mucho más suaves haciendo que los cursos de agua sean más lentos. Aquí están los arroyos de Urkiola y Oleta que terminan en el río Zadorra.
Los cursos permanente de agua superficial se desarrollan ene la vertiente norte sobre terrenos de margas arcillosas. Los arroyos que nacen en los barrancos de Inungane e Iturriotz-Txakurzulo formando el río denominado Mañaria. En el barranco de Mendiola se forma el arroyo del mismo nombre y en los barrancos de Txareta y Atxondo surgen arroyos que van a parar al río Elorrio que a su vez, junto al Zaldu que viene de Zaldívar, conforma el Ibaizabal siendo esta una de las cuencas principales que recogen las aguas del parque.
También en la vertiente cantábrica están las contribuciones que pertenecientes a al cuenca del río Deva en la parte sureste del parque. Son los arroyos procedentes de la sierra de Arangio y Tellamendi que forman el río Aramayona.
La vertiente mediterránea se sitúa en la parte sur del parque, los dos principales ríos son el e Urkiola y el Oleta que acaban en el embalse de Urrúnaga y vertiendo al Zadorra y de allí al río Ebro.

### Hidrogeología
En la parte del parque con terreno de caliza arreficial en la cual se ha desarrollado un proceso kárstico la hidrología se desarrolla mediante cursos de agua de circulación interna y no superficial.
Las precipitaciones que caen sobre esta área recargan los acuíferos que luego se descargan mediante sugerencias o directamente a los cursos de agua. Estas sugerencias tienen importantes variaciones del caudal dependiendo directamente del régimen de precipitaciones. Estas aguas tienen índices de mineralización inferiores a 350 mg/l presentando una clara facies bicarbonatada cálcica.
En el parque se identifican dos subunidades, Aramotz - Amboto y Eskuagatx. Estando la primera de ellas dividida en dos sectores Aramotz y Amboto. Los recursos de las subunidades localizadas en el parque natural se estiman en conjunto en 23,5 hm3/año.
La denominada unidad hidrogeológica de Aramotz de una extensión que traspasa los límites del parque alcanzando el macizo de Udalaitz y a la zona de Ilunbe-Induso, en el municipio de Dima, es la principal área hidrogeológica de Urkiola. Este drena a piedemonte en diferentes puntos, en la parte suroeste por el manantial de Orue en el valle de Dima con un caudal de 75-100 l/s, en la parte noroeste por el manantial Iturrieta en Mañaria con un caudal de 100-200 l/s.
El macizo de Ezkubaratz tiene el drenaje al norte por el manantial de Zallobenta en Mañaria con un caudal de 100-200 l/s y al suroeste al río Indusi mediante los manantiales de Urmeta, Angilarri, Indusi y Bernaola.
El complejo del Amboto drena hacia el noroeste, hacia el valle de Atxondo por el manantial de Urtzillo el cual tiene un caudal de 100-200 litros/segundo.

## Riqueza natural y cultural

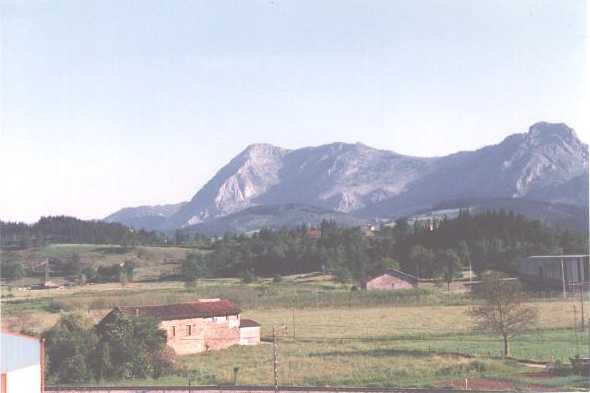
Vista de la crestería del Amboto por la cara norte.

Los terrenos más ricos en cuanto a diversidad biológica y paisajística que conforman los Montes del Duranguesado forman el parque natural de Urkiola en donde destacan, principalmente, las aves rapaces, y entre ellas, los buitres. Esos valores fueron los que determinaron que dicha área fueran protegida con la declaración de parque natural.
Junto a la riqueza natural y paisajística la cultural no es menos importante. Estos montes separan la costa cantábrica del interior de la península y a la vez son el punto de unión de dos importantes vertientes. Por el Puerto de Urkiola ha pasado un histórico e importante camino que unía estas dos relevantes áreas. Esto ha sido determinante para su importancia cultural. La conjugación de una importante vía de comunicación con una zona aislada y agreste, como es la de los montes del Duranguesado, ha dado lugar a que en ellos se asiente buena parte de los seres de la mitología vasca, como Mari, la llamada "Dama de Amboto" o los Gentiles.
El cristianismo no ha estado exento de este fenómeno y por ello el punto espiritual más relevante de los Montes del Duranguesado es el Santuario de los Santos Antonios Abad y de Padua de Urkiola.
La huella de la ocupación humana se deja sentir desde la prehistoria. Hay multitud de yacimientos con importantes hallazgos, así como constancia de la evolución histórica, con testimonios de todas las etapas hasta la actualidad.

### Rutas y senderos
Una de las formas más populares para el disfrute del parque natural de Urkiola es el realizar paseos por sus bosques, subir a sus montañas y cruzarlo en bicicleta. Son muchas las rutas que se pueden realizar, muchas de ellas tanto a pie como en BTT, y otras muchas coincidentes con los itinerarios para conquistar las cimas de las montañas. La extensa red de caminos se ha creado sobre antiguas vías de comunicación, rutas tradicionales de montaña y nuevos caminos surgidos tras la declaración del parque.
Aunque la altura de estas montañas no es relevante, la máxima cota es Amboto con sus 1.331 metros sobre el nivel del mar, los desniveles existentes si lo son. Esto hace que los grados de dificultad sean muy variados. Desde cómodos paseos entre hayas, hasta ascensiones con desniveles de más de 1000 m y complicados y peligrosos pasos de montaña como el "puente del infierno".
Como parte del programa de divulgación se ha confeccionado una serie de itinerarios didácticos de un bajo grado de dificultad los cuales cruzan las zonas más representativas del paisaje del parque y dan información sobre diferentes temas de fauna y vegetación.
El montañismo es una actividad muy arraigada en el País Vasco. Las montañas de Urkiola son de las más atractivas y transitadas. En ellas hay itinerarios complicados, solo aptos para personas que tengan una formación, una experiencia y una forma física mínima y suficiente. La crestería del cordal Amboto-Alluitz tiene pasos y puntos peligrosos y complicados en los que la experiencia y el saber hacer montañero resultan imprescindibles, como es el caso del "puente del infierno", el Untzillaitz, con su arriesgada subida por la Gran Diagonal, o el Mugarra. Son ejemplos que donde el no tener estos conocimientos y condiciones hace que se produzcan accidentes, muchos de ellos mortales.
Buena parte de los itinerarios que se pueden realizar a pie son también ciclables. Hay disponibles en diferentes páginas web especializadas, los track para GPS para la realización de diferentes recorridos.
Seguidamente, a modo de ejemplo, se exponen algunas rutas:

#### Itinerarios didácticos
Toki Alai-Aldazitala
Este itinerario es el itinerario didáctico número 1. Parte del centro de interpretación y termina en el área recreativa de Aldazitala. No tiene ni riesgo ni dificultad alguna y transita por una zona de bosque caducifolio. Del centro de interpretación se llega a la chabola Letona Korta, hoy convertida en dependencias del parque, que se sitúa en el centro del sel del mismo nombre. Allí se explica lo que es un sel y se toma como referencia el tejo que está al lado de la chabola. El segundo punto de parada es un bosque de ribera, el tercero se contempla un haya y la característica del sotobosque que forma, la cuarta parada es un punto donde hay una buena vista del paisaje de Urkiola con las grandes moles de caliza al fondo y en planos más próximos diferentes bosques y praderas. En la quinta parada se observa una plantación de pino laricio y unos robles rodeados de arbustos de argoma, brezo y helezal. La sexta parada se encuentra en medio de una repoblación de haya y roble americano, la séptima parada un bosque de abedules y la octava y última parada es en la zona recreativa de Aldazitala.

#### Senderismo y BTT
El parque natural de Urkiola está atravesado por varios senderos de Gran Recorrido (GR) y de Pequeño Recorrido (PR). Los senderos GR discurren, en general, por viejos caminos de diferentes usos que se han dotado de un sistema de balizamiento para la orientación, de información y de adecuación de infraestructuras que permiten el conocimiento de lugares y paisajes de interés. Recorren distancias para las que se precisan varias jornadas.
Los senderos de PR permiten mostrar el entorno de un valle o de un municipio, normalmente son de carácter circular o unen dos senderos de GR. Su longitud suele ser normalmente recorrible en una sola jornada.
El parque natural de Urkiola es atravesado por tres senderos de Gran Recorrido, estos son:
- GR-12 Sendero de Euskal Herria o Euskal Herriko bidezidorra.
- GR-38 Ruta del vino y del pescado.
- GR-123 Vuelta a Vizcaya o Bizkaiko bira.

Recorren el parque tres senderos de Pequeño Recorrido que tienen diferentes variantes; estos son:
- PR-BI 201, del puerto de Urkiola a Elorrio, recorre toda la zona noroeste del parque pasando por las faldas de Mugarra, Untzillaitz, Amboto y Besaide, allí se une con los senderos de Gran Recorrido GR-123, vuelta a Vizcaya y GR-122 Vuelta a Guipúzcoa.
- PR-BI 201.1, de Arrazola a Zumela donde se une con el GR-123. Discurre por la antigua calzada que une Achondo con Urkiola. Discurre entre hayas al lado de un arroyo entre Amboto y Andasto.
- PR-BI 201.2, de Arrazola a Zabalandi donde se une con el GR-12, discurre, después de una fuerte pendiente, por la ladera sur del Amboto bajo la cueva de Mari.

- PR-BI 202 entre Güenzelai y Santiago en Achondo, pasa por el collado de Larrano y la ermita de Santa Bárbara. Podía definirse como una variante del PR-201, pero su interés paisajístico le da entidad propia.
- PR-BI 202.1, entre Olarreta y Larrano, cota 890.  Une los dos collados por una pequeña senda de gran desnivel, de los 435 metros sobre el nivel del mar del collado de Olarreta a los 890 m de Larrano.

- PR-BI 203, el sendero de Aramotz. Atraviesa la sierra de Aramotz de forma vertebral en sentido esto oeste, uniendo Durango y Amorebieta.
- PR-BI 203.1, entre Belatxikieta y Lemona recorrido por Aramotz atravesando la sierra de norte a sur llegando al valle de Arratia.[6]

#### Otros recorridos
Amorebieta-Artaun
Desde el cementerio de la anteiglesia de Amorebieta se toma el camino que se va adentrando en la sierra de Aramotz entre penares. Se pasa por alado de una antigua cantera de piedra arenisca y en fuerte pendiente se sigue subiendo entre pinos marítimos hasta Leginetxegoikoa, un grupo de tres caseríos ubicados en un amplio prado, desde donde seguimos subiendo hasta el descampado conocido como Leguate o El Cabrero donde hay un bar. En este lugar se une al camino procedente de Lemona y entramos en terrenos del parque natural de Urkiola. Cerca ya esta el entorno de Belatxikieta con la ermita de San Ignacio en el área conocida como Zazpitxaboleta. El entorno es totalmente kárstico.
La ruta sigue dejando el pico de Urtemondo a la izquierda y a la derecha la dolina conocida como Galdara o Caldera. Bordeándola se llega a un pinar que termina en un encinar. Tras atravesándolo se llega a Artaun.
Puerto de Urkiola-Anboto
El emblemático Amboto no puede quedar al margen de las rutas de Urkiola. Está ruta tiene un grado de dificultad medio alto y no es recomendable con suelo húmedo o viento. Se invierte dos horas en completarla.
Se sale del santuario de Urkiola dirección norte hasta donde finaliza el asfalto. Con un ligero desvío a la izquierda se comienza, atravesando una campa con algunas repoblaciones de árboles autóctonos aún jóvenes, la subida a Urkiolagirre, en cuyo transcurso se pueden ver restos de las trincheras de la guerra civil española. Desde la cumbre de Urkiolagirre se desciende al collado de Azuntze donde encontramos la fuente férrica de Pol-Pol. En este punto estamos situados a pie de cantil del cresterio del Amboto.
Hay dos posibles alternativas, una es acercarse al punto de ascenso recorriendo el pie del cordal y luego, atravesando un bosque de hayas, salir, en fuerte subida, a la crestería cerca de la cumbre y el otro es subir al cercano collado de Larrano y desde allí recorrer toda la crestería hasta llegar al Amboto. Para esté último recorrido hace falta estar en cierta forma física y tener conocimientos de montaña.
Se puede llegar al collado de Azuntze desde el santuario sin subir a Urkiolagirre, rodeándolo por una pista de mucho menos desnivel.
Puerto de Urkiola-Mañaria
Está ruta transcurre por una senda de buen trazado pero no es recomendable real izarla con el terreno húmedo. Une el puerto de Urkiola con Mañaria, situada a pie del mismo en la parte norte. La dificultad es media y se salva un desnivel de 675 metros ya que se asciende al Saibi. El tiempo estimado para completar el recorrido es de dos horas.
Desde el puerto se asciende al Sabigain por el camino que sube al centro de interpretación Toki Alai, poco antes de llegar se toma a la derecha el camino que está jalonado de espinos blancos que limitan y cierran los diferentes prados de pasto que hay allí. El camino va ascendiendo y llega a un bosque de hayas girando a la izquierda atravesando una campa herbosa dejando a su derecha una plantación de ciprés de Lawson que luego dejara paso a un argomal. Poco después la pista se divide en dos y ambas opciones llegan a la cumbre del Saibigain o simplemente Saibi que se halla en la divisoria de vertientes, a la izquierda la mediterránea y a la derecha la cantábrica.
De la cima del Saibi se desciende por su ladera occidental entre pinares y descampados hasta el collado de Iturriotz que está a 754 m (metros) de altitud. El terreno va presentando la existencia sel sustrato calizo que se hace evidente en el cercano Eskuagatx, hacia donde nos dirigimos por cualquiera de las numerosas pistas que hay. Llegamos a un pequeño collado donde se abre una cueva y de allí se desciende a Mañaria.
Txakurzulo-Atxarte
La ruta recorre una pista forestal hormigonada que une el caserío (ahora establecimiento hostelero) de Txakurzulo con el desfiladero de Atxarte. El grado de dificultad es fácil, algo más complicado en el tramo de calzada, y el desnivel que se salva es de 300 m (metros), desde los 600 m de la cota de Txakurzulo hasta los 300 m de la cota de Atxarte. El tiempo a emplear es de 2 horas para todo el recorrido.
La ruta discurre entre el Untzillaitz a la izquierda y el Alluitz y Aitz Txiki a la derecha, que se van cerrando hasta el impresionante paso de Atxarte. El comienzo discurre entre plantaciones de pino insignis y ciprés de Lawson que van dejando paso a especies autóctonas, como hayas, abedules, avellanos y fresnos y acebos.
Alternando plantaciones de alerces con bosque mixto, en muchos caso de viejas hayas mochas y grandes robles, se llega a la cabeza del valle al alcanzar el río Mendiola y cruzarlo cambiando de orilla. La pendiente aumenta y son las plantaciones de abeto Douglas las que dominan ya casi todo el resto del camino, con algunos retazos de encinar cantábrico.
Se llega al desfiladero donde se cruza de nuevo el río. Justo en este punto está el viejo molino de Atxarte del que solo quedan ruinas y su antépara, frente a él, la ermita de Santo Cristo de Artxarte levantada cubriendo la boca de la cueva (Atxarteko koba).
La vuelta se realiza por el antiguo camino de Urkiola, calzada de la que todavía quedan restos visibles. Poco antes de llegar al molino se cruza el río por un viejo puente del que solo queda el arco. Se sigue los restos de la calzada hasta alcanzar la actual carretera de Urkiola.
Cueva de Baltzola-Leungane
Esta ruta recorre el parque por su parte sur. Discurre por uno de los lugares más mágicos y mitológicos, la zona de Jentil Zubi y la cueva de Baltzola. Tiene un grado de dificultad medio y un desnivel importante si se sube hasta la cima de Leungane, se parte de una cota de 280 m (metros) en el caserío de Indusi hasta los 1008 m de Leungane, pasando por los 360 m de la cota de la cueva de Baltzola. El tiempo estimado en completar el recorrido es de unas 2 horas y 15 minutos.
Se parte del barrio de Olabarri de Dima hacia el bar-caserío de Belatxa ascendiendo hasta el río Indusi y, atravesándolo, llegar hasta el caserío Zamakona, situado en lo alto de un pequeño promontorio del que parte una senda que se adentra en el entorno cruzando por debajo de Jentil Zubi (o Puente de los Gentiles, un arco natural, resto de una antigua galería de cueva, desmantelada por la erosión), junto a él, el Abrigo de Axlor, importante yacimiento prehistórico del Musteriense.
Desde Jentil Zubi se ve la entrada a la cueva de Baltzola, con su gran entrada donde se abren vías de escalada de gran dificultad. Está cueva está identificada por la mitología como la morada de Sugaar, serpiente-dragón macho, o de Mikelatz, ligados ambos a Mari, la Dama de Amboto.
Junto a las bocas superiores comienza un pinar que se adentra en el valle, la senda llega al túnel de Abaro, una galería de unos 70 m de longitud, 25 de anchura y 15 de altura con un río estacional en su interior. Siguiendo el río se llega a los caseríos de Baltzola donde llega la pista desde la ermita de San Lorenzo.
Desde San Lorenzo se puede ascender hasta Leungana, para ello se bordea el monte Basabil de 599 m llegando al collado del mismo nombre y de allí al de Olarreta ya a 635 m de altura. Pasando por la pista que viene desde Mañaria y por la ermita de Aite se llega al collado de Iñungan a 675 m de altura, cruce de caminos, siguiendo por el del medio llegamos a la cumbre de Leungana tras una fuerte pendiente.

#### Ascensos a montes
- Subida a Amboto
- Subida a Alluitz
- Subida a Aitz Txiki
- Subida a Mugarra
- Subida a Orisol